# Караимское кладбище в Стамбуле

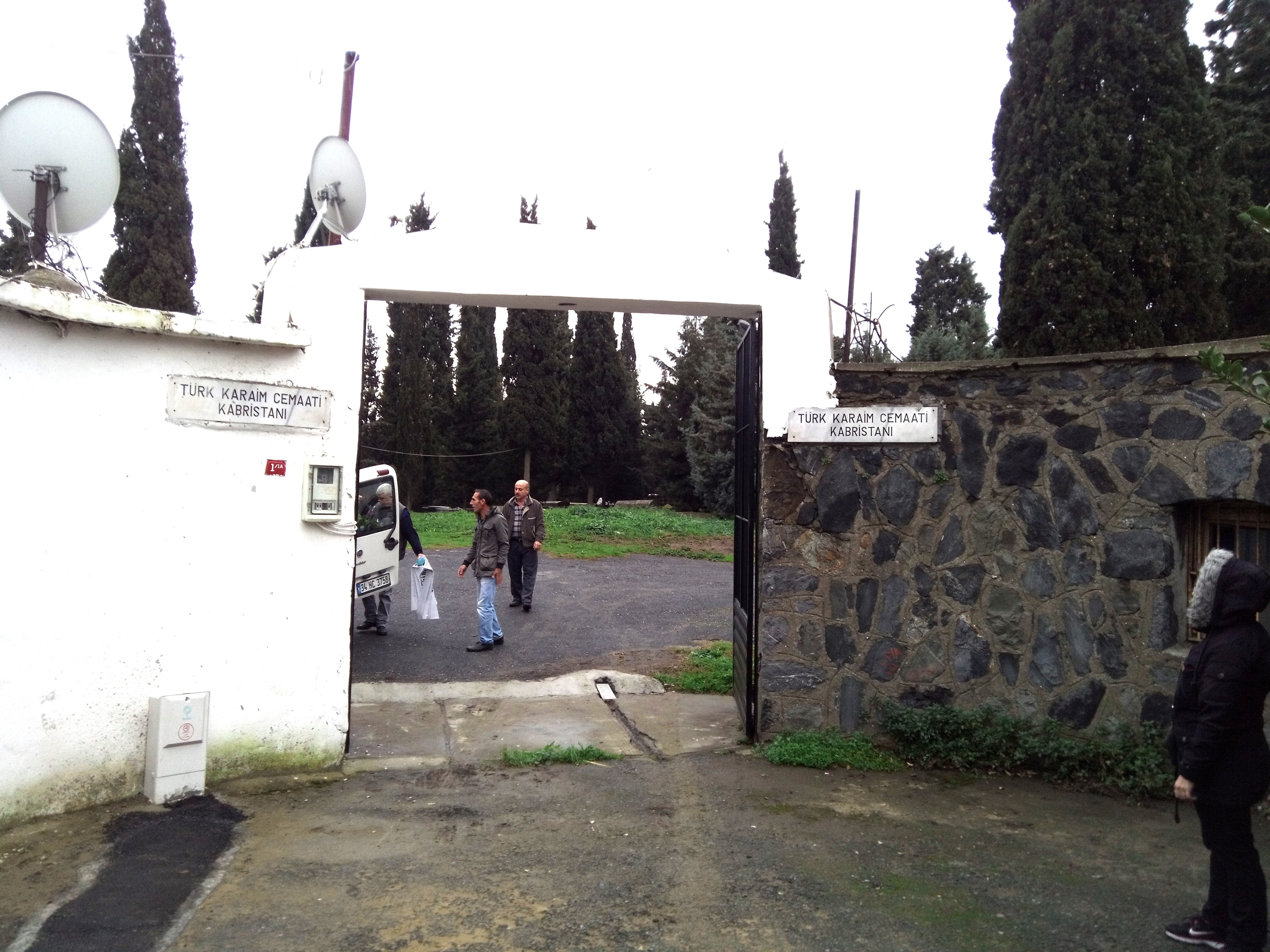
Похороны газзана Ю.Чаддыка 17.12.2017

Караимское кладбище в Турции (тур. Türk Karaim cemaati Kabristanı) находится в Стамбуле, в районе Хаскёй (тур. Hasköy).
Территория кладбища окружена оградой и охраняется сторожем, содержится в ухоженном состоянии. Могилам крымских караимов отведено отдельное место.
Кладбище полностью оцифровано в рамках проекта Jewishturkstones.
Самое старое захоронение - 1408 года, затем много захоронений начиная с 16 века.
Имена некоторых крымских караимов, похороненных на кладбище «Türk karaim cemaati Kabristani»:
Акав Самуил, Болек Илья, Бота Марк, Ефет Соломон, Каймаз Имал, Кефели Исаак, Кырымы Моис, Пастак Рахель, Саппак Ирина, Стамболи Илья, Стомболи Анна, Тонгур Илья, Танатар Исаак, Танатар Эстер, Эрака Михаил, Феруз Авраам, Шишман Михаил.